# Morten Olsen (komponist)
 Der er flere personer med dette navn, se Morten Olsen (flertydig).
Morten Olsen (født 1961) er en dansk musiker og komponist.
Han begyndte sin musikalske karriere indenfor elektronisk jazz-fusion i 1980’erne, men forbindes i dag genremæssigt særligt med moderne kunstmusik (nutidig klassisk musik).
Morten Olsen er uddannet kontrabassist på Det Kgl. Danske Musikkonservatorium. Han fuldendte sin diplomeksamen i 1992 og har sidenhen komponeret både instrumentale solostykker, orkesterværker og kormusik.
I 1990 var Morten Olsen med til at stifte Athelas Sinfonietta Copenhagen, der er et af Danmarks ledende ensembler. Han har to gange været tilknyttet Esbjerg Ensemblet som huskomponist (2004-05 og 2007-08) hvilket har resulteret i fire værker. I de seneste år har han desuden samarbejdet med forskellige succesrige, internationale ensembler, som for eksempel de franske TM+ og Ensemble Alternance.
Morten Olsen er inspireret af den klassiske tradition, men hans kompositioner er præget af et eksperimenterende og uforudsigeligt tonesprog. Musikken spænder vidt – fra dramatiske, ekspressive stemninger til stilhed, dyrkelse af stilstand og åbenhed.